# Floris Gerts
Floris Gerts (né le 3 mai 1992 à Maastricht) est un coureur cycliste néerlandais.

## Biographie

### Jeunesse et carrière amateur
Floris Gerts naît le 3 mai 1992 à Maastricht aux Pays-Bas. Son père est médecin et sa mère chercheuse au Centre médical universitaire de Leyde. Durant son adolescence, il pratique le patinage de vitesse. Le cyclisme n'est alors qu'un moyen de se maintenir en forme durant l'été. Lorsqu'il commence ses études à Leyde, il délaisse le patinage et prend le cyclisme plus à cœur,. Il court en 2011 pour l'équipe SwABo. En fin d'année 2012, il décroche ses deux premières victoires, dont le championnat des Pays-Bas universitaire. Ses résultats lui permettent d'être engagé en 2013 par l'équipe Croford,. Il remporte la 2e étape du Tour de Franche-Comté et le Grand Prix de la Magne. En cours d'année, estimant avoir le niveau requis, il prend l'initiative de téléphoner au manager de l'équipe continentale Rabobank Development, Arthur van Dongen, afin d'intégrer, et reçoit une réponse positive.
Il devient ainsi membre de cette équipe en 2014. Il obtient de bons résultats sur les épreuves de l'UCI Europe Tour. En mai, il se présente au départ du Tour des Fjords où il se classe au moins dans les 30 premiers sur toutes les étapes de l'épreuve, avec pour meilleur résultat une dixième place lors de la deuxième étape, remportée au sprint par le Norvégien Alexander Kristoff. En août, il termine sixième de la Flèche du port d'Anvers. Le mois suivant, il décroche une neuvième place lors du sprint massif de la Gooikse Pijl, remporté par le Belge Roy Jans. Il remporte également une kermesse organisée à Zele, en octobre. Il se classe en fin d'année 800e du classement de l'UCI Europe Tour.
L'équipe BMC Development l'engage pour la saison 2015. Le 8 mars, il s'impose en solitaire sur le Dorpenomloop Rucphen, course classée 1.2 dans le calendrier de l'UCI Europe Tour,. Il remporte ensuite la 6e étape du Tour de Normandie et la 2e étape du Triptyque ardennais. Le 24 juin, il termine 2e de l'Internationale Wielertrofee Jong Maar Moedig. Quatre jours plus tard, il dispute le championnat des Pays-Bas sur route parmi les professionnels et en prend la septième place. En juillet, il gagne le Circuit Het Nieuwsblad espoirs. À partir d'août 2015, Floris Gerts est stagiaire au sein de BMC Racing. Il y fait bonne impression, se classant notamment troisième du Grand Prix Impanis-Van Petegem, ce qui convainc BMC de l'engager pour deux ans,.

### Carrière professionnelle
Floris Gerts fait ses débuts professionnels avec BMC Racing au Tour Down Under en janvier 2016. Il remporte cette année-là la Volta Limburg Classic. À l'issue de la saison 2017, il n'est pas conservé par BMC qui réduit son effectif de cinq coureurs. 
En janvier 2018, il s'engage avec Roompot-Nederlandse Loterij, où le retrait de Hartthijs de Vries pour des raisons de santé a libéré une place. Au mois d'août, il termine quatorzième du Tour du Limousin et deux fois quatrième d'épreuves du calendrier de l'UCI Europe Tour 2018, catégorie 1.1., le GP de Zottegem et la Course des raisins.
En décembre de la même année, la presse annonce que Floris Gerts quitte la formation Roompot pour rejoindre une équipe continentale belge, la formation Tarteletto-Isorex pour tenter de relancer sa carrière. Dans sa nouvelle équipe, il aura la possibilité de jouer sa carte personnelle et démontrer qu'il a conservé sa pointe de vitesse. Au mois de juillet 2019, il termine douzième du Grand Prix Pino Cerami remporté par le Français Bryan Coquard sous une chaleur caniculaire. Le mois suivant, il est renvoyé de chez Tarteletto-Isorex, en raison de divergences sur le matériel.

## Palmarès et classements mondiaux

### Palmarès par année
- 2012

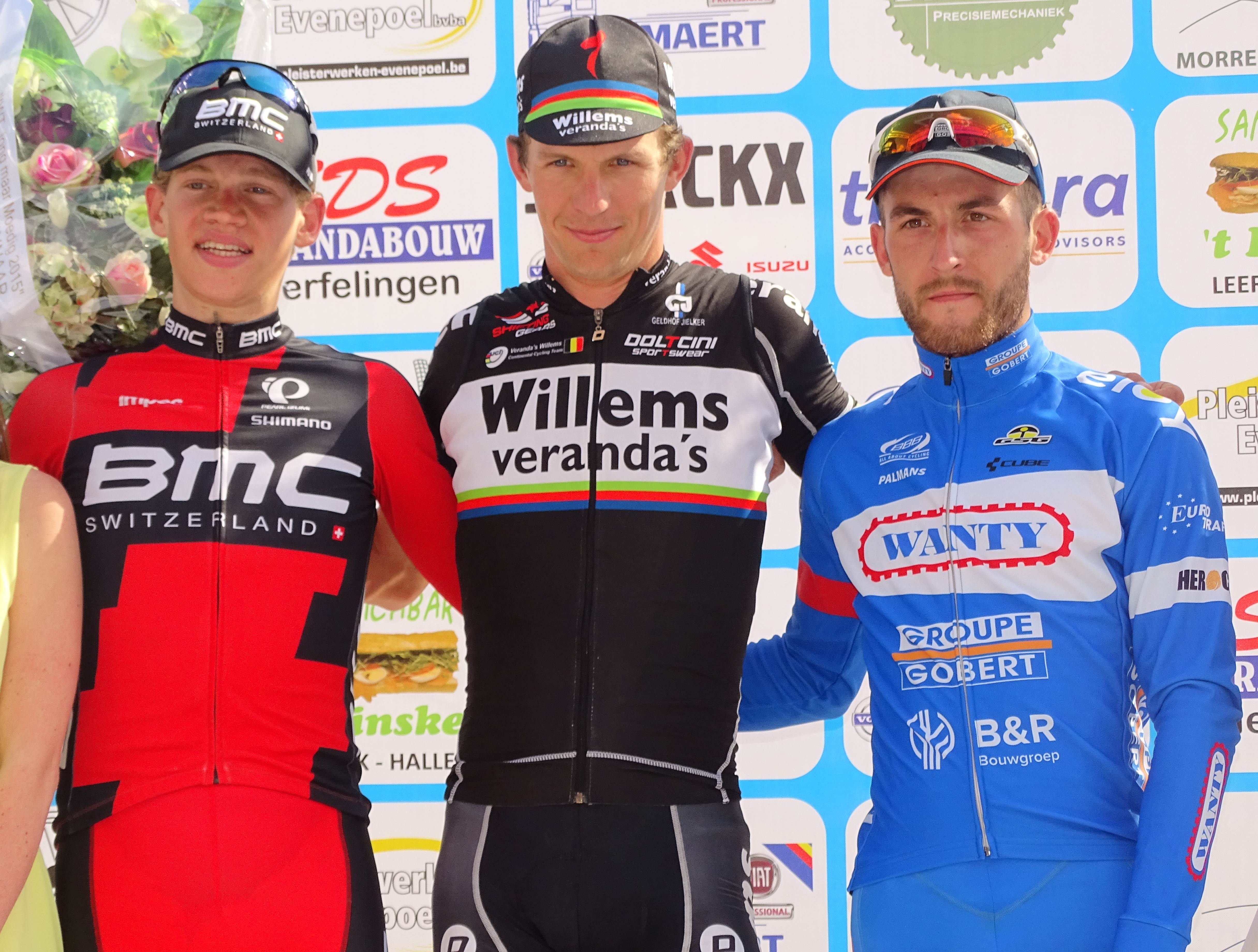
Podium de l'édition 2015 de l'Internationale Wielertrofee Jong Maar Moedig : Floris Gerts (2e), Dimitri Claeys (1er) et Tim De Troyer (3e).

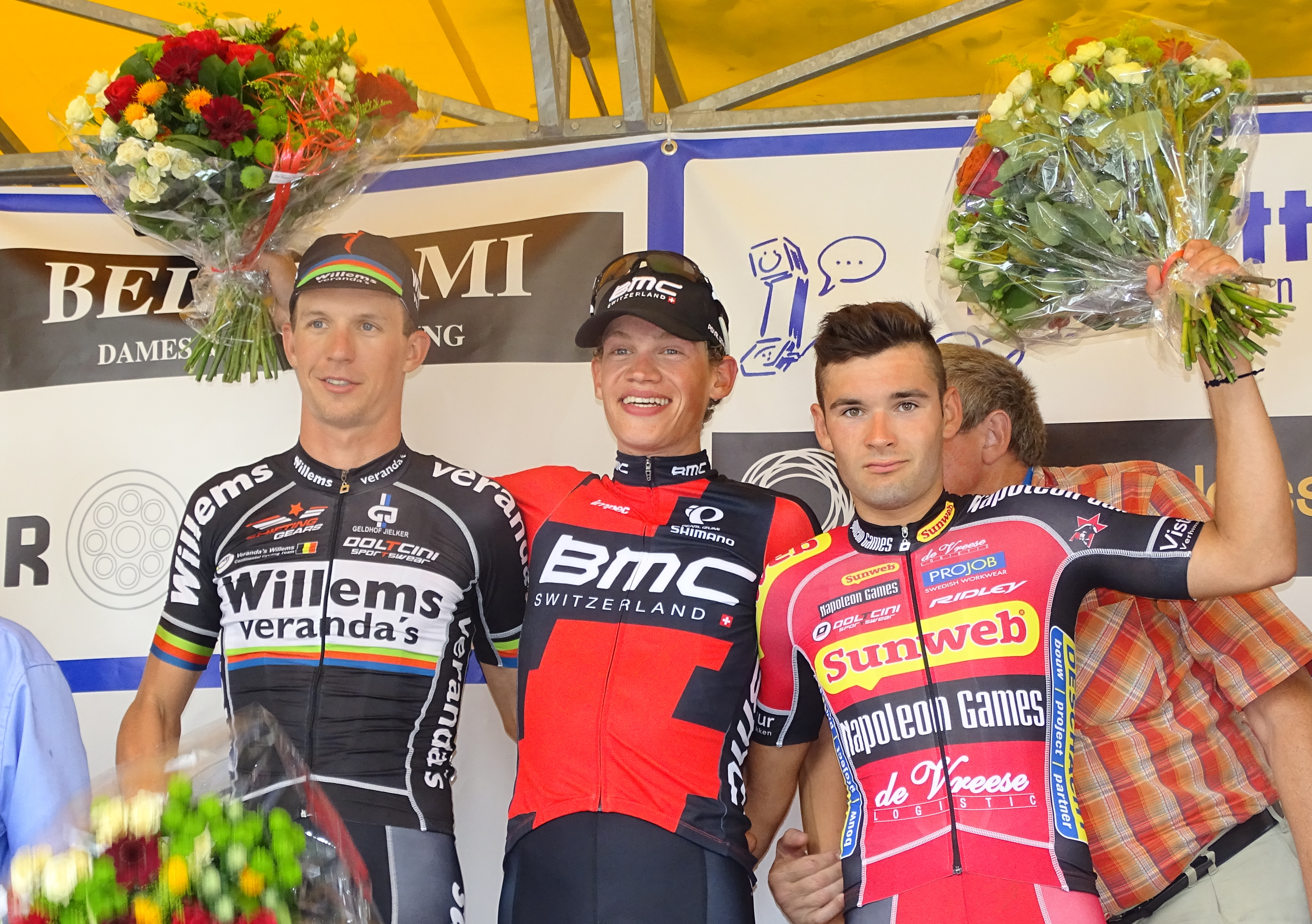
Podium de l'édition 2015 du Circuit Het Nieuwsblad espoirs : Dimitri Claeys (2e), Floris Gerts (1er) et Gianni Vermeersch (3e).

  -  Champion des Pays-Bas universitaire
- 2013
  - 2e étape du Tour de Franche-Comté
  - Grand Prix de la Magne
- 2014
  - Kermesse de Zele
- 2015
  - Dorpenomloop Rucphen
  - 6e étape du Tour de Normandie
  - 2e étape du Triptyque ardennais
  - Circuit Het Nieuwsblad espoirs
  - Grand Prix de la Magne
  - 2e de l'Internationale Wielertrofee Jong Maar Moedig
  - 3e du Grand Prix Impanis-Van Petegem
- 2016
  - Volta Limburg Classic
- 2019
  - 3e du Driebergenprijs

### Classements mondiaux
| Année           | 2013   | 2014 | 2015 |
| --------------- | ------ | ---- | ---- |
| UCI Europe Tour | 1 087e | 800e | 62e  |
| UCI Asia Tour   |        |      | 118e |